# Cicindela pilatei
Cicindela pilatei este o specie de insecte coleoptere descrisă de Guérin-méneville în anul 1845. Cicindela pilatei face parte din genul Cicindela, familia Carabidae. Această specie nu are alte subspecii cunoscute.